# Filmographie de Rituparna Sengupta

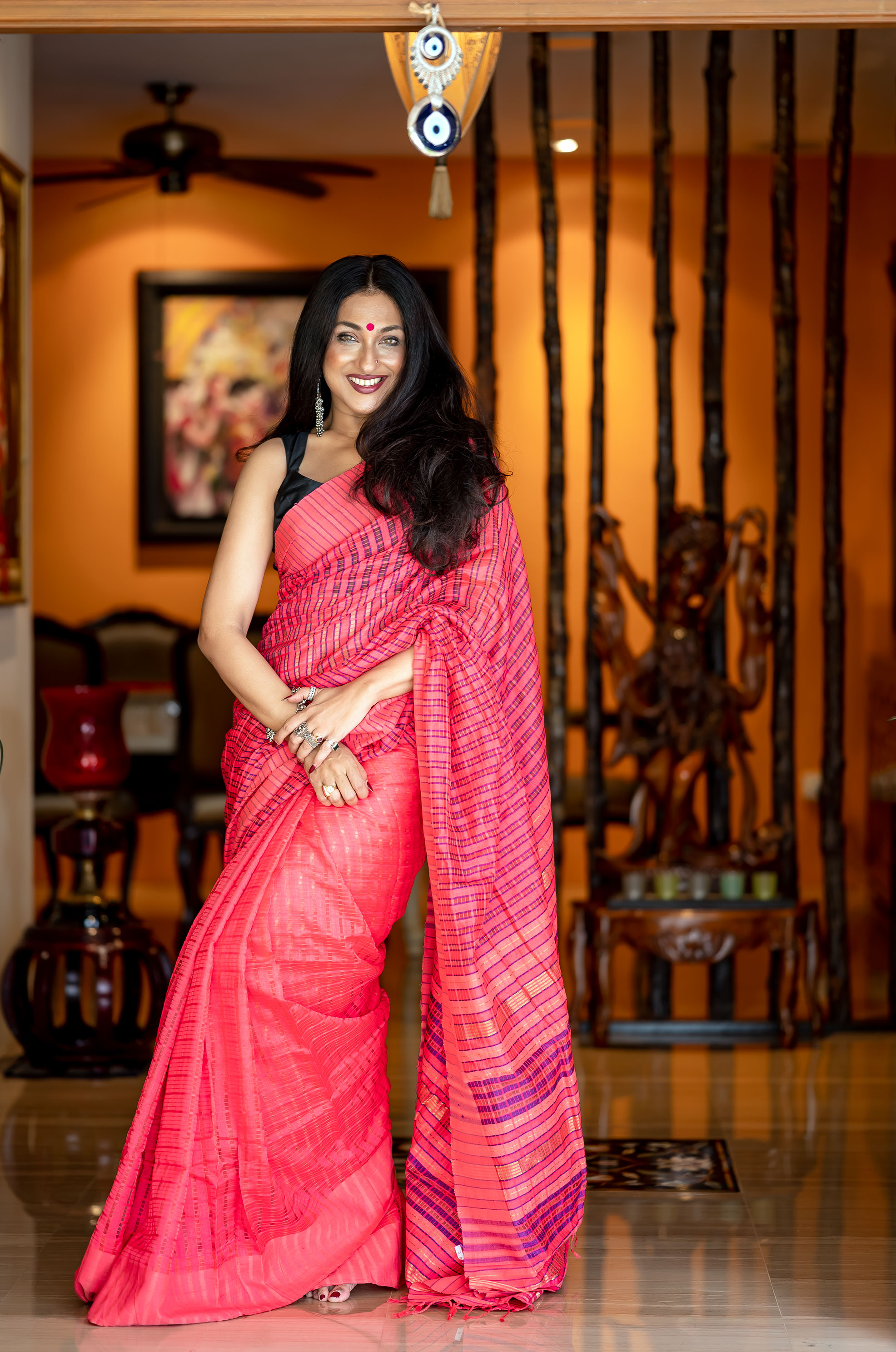
Rituparna Sengupta en 2020.

Rituparna Sengupta, née le 7 novembre 1970, est une actrice du cinéma indien connue pour son travail pour les industries du cinéma bengali et Bollywood.
Ayant tourné dans plus de 200 films, elle a fait ses débuts aux-côtés de Kushal Chakraborty (en), dans sa série télévisée fantastique bengali Shwet Kapot (1989) diffusée sur DD Bangla (en).

## Films hindis

### Cinéma
|  | † | Films qui ne sont pas encore sortis |

| Année | Titre                         | Réalisateur            | Co-acteur                 | Note              | Réf.   |
| ----- | ----------------------------- | ---------------------- | ------------------------- | ----------------- | ------ |
| 1994  | Teesra Kaun? (en)             | Partho Ghosh (en)      | Chunkey Pandey (en)       | Début à Bollywood | [ 2 ]  |
| 1995  | Mohini                        | Hema Malini            |                           | Téléfilm          | [ 3 ]  |
| 1995  | Zakhmi Sipahi (en)            | T L V Prasad (en)      | Mithun Chakraborty        |                   | [ 4 ]  |
| 1997  | Daadagiri (en)                | Arshad Khan (en)       | Mithun Chakraborty        |                   | [ 5 ]  |
| 1998  | Aakrosh (en)                  | Ramesh J. Sharma       |                           |                   |        |
| 2000  | Kaali Topi Laal Rumaal        | B. Vijay Reddy         | Mithun Chakraborty        |                   |        |
| 2002  | Sabse Badkar Hum              | K. Ravi                | Mithun Chakraborty        |                   | [ 6 ]  |
| 2005  | Main, Meri Patni Aur Woh (en) | Chandan Arora          | Rajpal Yadav              |                   |        |
| 2005  | Swirl                         | Sreejith Karanavar     |                           | Court métrage     |        |
| 2006  | Unns                          | Bhupender Gupta        | Sanjay Kapoor (en)        |                   | [ 7 ]  |
| 2007  | Gauri: The Unborn (en)        | Akku Akbar (en)        | Atul Kulkarni (en)        |                   |        |
| 2008  | Sirf (en)                     | Rajaatesh Nayar        | Parvin Dabas (en)         |                   |        |
| 2009  | Do Knot Disturb (en)          | David Dhawan           | Ritesh Deshmukh           |                   |        |
| 2009  | Fox (en)                      | Deepak Tijori          | Sunny Deol                |                   | [ 8 ]  |
| 2009  | Love Khichdi (en)             | Sharmista Basu         | Randeep Hooda             |                   |        |
| 2009  | S.R.K                         | Ajoy Varma             |                           |                   | [ 9 ]  |
| 2010  | ...And Once Again (en)        | Amol Palekar           |                           |                   |        |
| 2010  | Bumm Bumm Bole (en)           | Priyadarshan           |                           |                   |        |
| 2010  | Dunno Y... Na Jaane Kyon      | Sanjay Sharma          |                           |                   |        |
| 2010  | Life Express (en)             | Anup Das               |                           |                   |        |
| 2010  | Main Osama (en)               | Faisal Saif (en)       |                           |                   |        |
| 2010  | Mittal v/s Mittal (en)        | Karan Razdan           | Rohit Roy (en)            |                   |        |
| 2011  | Aagaah: The Warning (en)      | Karan Razdan (en)      | Atul Kulkarni (en)        |                   |        |
| 2011  | Bas Ek Tamanna                | Rahul Kapoor           |                           |                   | [ 10 ] |
| 2011  | Dil Toh Baccha Hai Ji (en)    | Madhur Bhandarkar      | Ajay Devgn                |                   |        |
| 2011  | Mad — It Can't Be Anyone      | Prakash Jaiswal        |                           |                   | [ 11 ] |
| 2012  | Aalaap (en)                   | Manish Manikpuri       |                           |                   | [ 12 ] |
| 2012  | Overtime                      | Ajay Yadav             |                           |                   | [ 13 ] |
| 2013  | Calapor (en)                  | Dinesh P. Bhonsle      | Priyanshu Chatterjee (en) |                   | [ 14 ] |
| 2014  | Kolkata Junction              | Anjan Dutt (en)        | Kay Kay Menon             |                   | [ 15 ] |
| 2015  | Extraordinaari                | Sunanda Shyamal Mitra  | Shahbaz Khan (en)         |                   | [ 16 ] |
| 2016  | Six X                         | Chandrakant Singh (en) |                           |                   | [ 17 ] |
| 2017  | Main Khudiram Bose Hun (en)   | Manoj Giri             |                           |                   | [ 18 ] |
| 2020  | Bansuri: The Flute (en)       | Hari Viswanath         |                           |                   | [ 19 ] |
|       | Black Currency †              | Sanjay Sharma          |                           |                   | [ 20 ] |

### Télévision
| Année | Titre  | Réalisateur | Rôle  | Co-acteur | Réf. |
| ----- | ------ | ----------- | ----- | --------- | ---- |
| 1995  | Mohini | Hema Malini | Divya |           |      |

## Séries télévisées bengalis
| Année | Titre           | Rôle            | Réalisateur             | Note  | Réf. |
| ----- | --------------- | --------------- | ----------------------- | ----- | ---- |
| 1989  | Shwet Kapot     | White Dove (en) | Kushal Chakraborty (en) | Début |      |
| 1989  | Seemana Chariye |                 |                         |       |      |
| 1990  | Hortoner Golam  |                 | Ramen Adhikari          |       |      |
| 1993  | Cinemawalla     |                 | Dulal Lahiri            |       |      |
| 1995  | Andolan         |                 | Prabhat Roy (en)        |       |      |